# Private Krankenversicherung
Private Krankenversicherungen (kurz PKV) sind privatwirtschaftliche Unternehmen, die Krankenversicherungen anbieten. Das Versicherungsverhältnis kommt anders als in der gesetzlichen Krankenversicherung nicht kraft Gesetzes, sondern durch privatrechtlichen Vertrag zustande.
Im deutschen Gesundheitswesen ist eine private Krankenversicherung sowohl ergänzend als auch anstelle der gesetzlichen Krankenversicherung (GKV) möglich (zweigliedriges oder duales Krankenversicherungssystem). Im Jahr 2021 bestanden in Deutschland nach Verbandsangaben 8,7 Millionen private Krankenvollversicherungen und 28,4 Millionen Zusatzversicherungen.
Zum 1. Januar 2009 wurde mit dem GKV-Wettbewerbsstärkungsgesetz eine Versicherungspflicht in der PKV für nicht anderweitig abgesicherte Personen eingeführt (§ 193 Abs. 3 VVG).

## Private Krankenversicherer in Deutschland

### Unternehmensformen
Die private Krankenversicherung wird von privatrechtlichen Versicherern in Form von Aktiengesellschaften (zurzeit 24 Unternehmen) und Versicherungsvereinen auf Gegenseitigkeit (zurzeit 19 Unternehmen) betrieben. Deren Rechtsgrundlage bilden das Unternehmensrecht, das § 193 Versicherungsvertragsgesetz und das Versicherungsaufsichtsgesetz. Damit kommt in der PKV die Krankenversicherung durch einen privatrechtlichen Vertrag zustande, worauf auch die Bezeichnung private Krankenversicherung basiert. Es entsteht ein freiwilliges Rechtsverhältnis, das für den Versicherungsnehmer die Pflicht zur Zahlung der vereinbarten Beiträge sowie das Recht auf die Vertragsleistungen bei Eintritt des Versicherungsfalls beinhaltet. Alle Versicherer der PKV mit Sitz in Deutschland unterstehen dabei der Rechts- und Finanzaufsicht der Bundesanstalt für Finanzdienstleistungsaufsicht. (Die Träger der gesetzlichen Krankenversicherung hingegen sind ausschließlich Körperschaften des öffentlichen Rechts, die der staatlichen Rechtsaufsicht durch das Bundesamt für Soziale Sicherung oder durch die länderspezifischen Aufsichtsbehörden unterliegen.) Die Begriffe privater Krankenversicherer sowie private Krankenversicherung selbst stehen als Überbegriff für die Gesamtheit der Versicherer, die eine private Krankenversicherung anbieten.

### Größte private Krankenversicherer nach Vollversichertenzahl
Nachfolgend die zehn größten deutschen privaten Krankenversicherungen nach Anzahl der vollversicherten Personen im Jahr 2022 (Quellen: Geschäftsberichte der Unternehmen):
| Rang | Unternehmen                              | Vollversicherte Personen 2022 | Änderung zu 2018 | Beiträge Vollvers. in Mrd. Euro 2022 |
| ---- | ---------------------------------------- | ----------------------------- | ---------------- | ------------------------------------ |
| 1    | Debeka Krankenversicherungsverein        | 2.502.974                     | + 105.234        | 6,054                                |
| 2    | Axa Krankenversicherung                  | 807.698                       | + 12.693         | 2,755                                |
| 3    | Deutsche Krankenversicherung             | 695.974                       | - 61.718         | 3,190                                |
| 4    | Signal Iduna Krankenversicherung         | 623.470                       | + 2.059          | 2,205                                |
| 5    | Allianz Private Krankenversicherung      | 564.792                       | - 36.224         | 2,586                                |
| 6    | HUK-Coburg-Krankenversicherung           | 425.122                       | + 9.417          | 1,153                                |
| 7    | Continentale Krankenversicherung         | 380.863                       | - 23.476         | 1,292                                |
| 8    | Barmenia Krankenversicherung             | 302.382                       | + 3.488          | 1,440                                |
| 9    | Bayerische Beamtenkrankenkasse           | 297.779                       | - 23.844         | 1,032                                |
| 10   | Generali Deutschland Krankenversicherung | 293.836                       | - 20.578         | 1,394                                |

Eine Liste aller privaten Krankenversicherer in Deutschland ist hier zu finden.

### Interessenvertretung
Die allgemeinen Interessen der PKV sowie der privaten Pflegeversicherung werden vom Verband der Privaten Krankenversicherung e. V. vertreten. Der PKV-Verband nimmt an parlamentarischen Anhörungen teil und bringt die PKV-Positionen in die nationale und europäische Gesetzgebung ein. Er berät bei Grundsatzfragen der Tarifgestaltung und bei der Einführung neuer Tarife. Die Krankenversorgung der Bundesbahnbeamten und die Postbeamtenkrankenkasse als Körperschaften des öffentlichen Rechts sind Sozialeinrichtungen der jeweiligen Versicherer und gehören dem PKV-Verband als verbundene Einrichtungen an. Der PKV-Verband sitzt in Köln und in Berlin. Vorsitzender des PKV-Verbandes ist seit 2023 Thomas Peter Brahm, als Geschäftsführer fungiert Florian Reuther.

### Wissenschaftliches Institut der PKV (WIP)
Das WIP ist das Wissenschaftliche Institut der privaten Krankenversicherung. Es wurde im Jahr 2005 vom PKV-Verband gegründet und sitzt in Köln. Die Studien des WIP befassen sich vor allem mit Finanzierungsfragen im Gesundheitswesen sowie mit Themen der Versorgungsforschung. Institutsleiter ist seit 2015 Frank Wild.

## Krankenversicherungssparten
Nach dem Umfang der privaten Krankenversicherung können unterschieden werden:
- Vollversicherung – Krankenversicherung, der ganz oder teilweise den im gesetzlichen Sozialversicherungssystem vorgesehenen Kranken- oder Pflegeversicherungsschutz ersetzen kann (substitutive Krankenversicherung),
- Zusatzversicherung – Krankenversicherungstarife, die nur Leistungen vorsehen, die im Leistungskatalog der gesetzlichen Krankenversicherung oder der gesetzlichen Pflegepflichtversicherung nicht vorgesehen sind (nicht-substitutive Krankenversicherung), beispielsweise Pflege-Zusatzversicherung, Auslandskrankenversicherung, Krankenhaustagegeld, Krankentagegeld, Zahnzusatzversicherung, Einbett/Zweibettzimmer im Krankenhaus etc.

Die Absicherung von beihilfeberechtigten Personenkreisen, wie zum Beispiel Beamten, gilt ebenso als Vollversicherung.

### Substitutive Krankenversicherung
Im Jahr 2021 hatten in Deutschland etwa 8,7 Mio. Menschen eine private Krankenvollversicherung. Zum Vergleich: Im Jahr 2011 verfügten fast 8,98 Millionen Menschen über eine private Krankenvollversicherung (absoluter Höchststand seit Bestehen der PKV). Während die Zahlen bis 2011 fast jedes Jahr kontinuierlich gestiegen waren, nahmen sie nach 2011 kontinuierlich ab.

### Nicht-substitutive Krankenversicherung
Im Jahr 2021 gab es in Deutschland etwa 28,4 Millionen private Krankenzusatzversicherungsverträge (2002 waren es 14,2 Millionen, 2007 etwa 20 Millionen). Während Zahnzusatzversicherungen, ambulante Zusatztarife (z. B. Zuschüsse zu Medikamenten, Brillen, Hörgeräten, Vorsorgeuntersuchungen) und stationäre Wahlleistungen (z. B. Unterbringung im Ein- oder Zweibettzimmer oder freie Arztwahl im Krankenhaus) speziell ergänzend zum GKV-Schutz gewählt werden können, werden Auslandskrankenversicherungen, Krankenhaustagegeldversicherungen und Pflege-Zusatzversicherungen von den versicherten Gruppen beidermaßen beansprucht. Hingegen werden private Krankentagegeldversicherungen (für den Verdienstausfall im Krankheitsfall, im GKV-Schutz in begrenzter Form bereits enthalten) überwiegend von privat Vollversicherten abgeschlossen.
Mit knapp 15,6 Millionen machten die Zahntarife 2017 den größten Anteil unter den Zusatzversicherungen aus. Rund 8 Millionen Versicherungen bestanden überdies für Tarife im ambulanten Bereich, etwa 6,1 Millionen Versicherungen für Wahltarife im Krankenhaus. Überdies gab es 7,7 Millionen Krankenhaustagegeldversicherungen, 3,6 Millionen Krankentagegeldversicherungen und 2,7 Millionen (ungeförderte) Pflege-Zusatzversicherungen. Insbesondere bei den Pflege-Zusatzversicherungen ist ein hohes Wachstum zu erkennen: 2017 gab es insgesamt bereits über 3,5 Millionen Verträge, davon 834.000 staatlich geförderte Pflege-Zusatzversicherungen („Pflege-Bahr“).
| Zusatzversicherung         | 2017 (in Mio.) | Versicherte                        |
| Zahnzusatz                 | 15,56          | überwiegend gesetzlich Versicherte |
| Ambulant                   | 8,02           | überwiegend gesetzlich Versicherte |
| Wahlleistungen Krankenhaus | 6,11           | gesetzlich und privat Versicherte  |
| Krankenhaustagegeld        | 7,74           | gesetzlich und privat Versicherte  |
| Krankentagegeld            | 3,61           | gesetzlich und privat Versicherte  |
| Pflegezusatz ungefördert   | 2,73           | gesetzlich und privat Versicherte  |
| Pflegezusatz gefördert     | 0,83           | gesetzlich und privat Versicherte  |

## Mitgliedschaft

### Annahmevoraussetzungen
Eine private Krankenvollversicherung kommt für alle Personen in Betracht, die nicht nach § 5 SGB V in der gesetzlichen Krankenversicherung pflichtversichert sind (Befreiungsvorbehalt). Dies sind in der Regel:
- Beamte, Richter und andere Personen mit Anspruch auf Beihilfe[8]
- Selbständige und Freiberufler
- Arbeiter und Angestellte mit einem Bruttoeinkommen oberhalb der Jahresarbeitsentgeltgrenze (2023: 66.600 Euro).[9] Bei freiberuflich tätigen Künstlern und Journalisten ist bei Überschreiten der Jahresarbeitsentgeltgrenze eine Befreiung von der Künstlersozialkasse (KSK) möglich; diese zahlt dann analog zum Arbeitgeberanteil einen Zuschuss zur privaten Krankenversicherung.
- Personen ohne eigenes Einkommen oder mit einem Einkommen unter der Geringfügigkeitsgrenze, auch von der Versicherungspflicht befreite Studenten, sowie z. B. Hausfrauen, Hausmänner oder Kinder

Grundlage für den Vertragsabschluss bei einem privaten Krankenversicherer ist wie bei anderen Versicherungsarten das individuelle Risiko. Für die private Krankenversicherung sind anders als in der gesetzlichen Krankenversicherung in der Regel nicht das jeweilige Bruttoeinkommen, sondern das Eintrittsalter und der Gesundheitszustand vor Vertragsbeginn, die Berufsgruppe und die zu versichernde Leistung maßgeblich. Seit dem 21. Dezember 2012 dürfen in Deutschland nur noch sogenannte „Unisex-Tarife“ angeboten werden, nach dem Geschlecht wird seitdem nicht mehr differenziert.
Bei bestimmten Krankheitsrisiken oder bereits vorliegenden Erkrankungen kann bei Vertragsbeginn ein Risikozuschlag oder aber ein Leistungsausschluss vereinbart werden. Ausgenommen hiervon ist der Basistarif, für den ein Aufnahmeanspruch besteht. Bei schlechter finanzieller Lage kann die Versicherung den Versicherungsantrag ablehnen, z. B. bei negativer Schufa.
Alternativ zu einer vollen privaten Krankenversicherung haben Pflichtversicherte in der GKV die Möglichkeit, ergänzend zu ihrem gesetzlichen Versicherungsumfang private Zusatzversicherungen abschließen (Zahnzusatzversicherung, Pflegezusatzversicherung, Auslandsreisekrankenversicherung, stationäre Krankenzusatzversicherung etc.). Teils gibt es Optionstarife, mit denen i. A. kein Anspruch auf Versicherungsleistungen erworben wird, sondern sichergestellt wird, dass im Falle eines späteren Eintritts in die PKV keine erneute Gesundheitsprüfung nötig wird.

### Öffnungsaktion für Beamte
Erstmals Beihilfeberechtigte (Beamte auf Widerruf, Probe und Lebenszeit) können sich zudem im Rahmen regelmäßig wiederkehrender sogenannter „Öffnungsaktionen“ bei teilnehmenden privaten Krankenversicherungen unabhängig von Vorerkrankungen (damit auch Behinderungen) und mit einem Risikozuschlag von maximal 30 Prozent versichern. Voraussetzung ist unter anderem der Eingang des Antrags beim Versicherungsunternehmen innerhalb einer Frist von sechs Monaten nach Berufung in das Beamtenverhältnis.

### Rückkehr in die gesetzliche Krankenversicherung
Die GKV nimmt nach dem gegenwärtig geltenden Recht ehemals PKV-Versicherte dann wieder auf, wenn
- diese versicherungspflichtig werden (zum Beispiel als Arbeitnehmer durch Unterschreiten der Versicherungspflichtgrenze oder durch Arbeitslosigkeit, bei Kindern zu Beginn eines Studiums oder einer betrieblichen Berufsausbildung), geregelt in § 5 SGB V
- eine Familienversicherung möglich ist § 10 SGB V

und unter 55 Jahre alt sind oder die Voraussetzung nicht erfüllen, dass (§ 6 Abs. 3a SGB V)
- sie in den letzten fünf Jahren vor Eintritt der Versicherungspflicht nicht gesetzlich versichert waren und
- mindestens die Hälfte der Zeit (30 Monate) versicherungsfrei, befreit oder wegen Selbstständigkeit nicht versicherungspflichtig waren.

Die Kündigung der PKV wird – auch bei einem Wechsel in die GKV – nur wirksam, wenn der Versicherte innerhalb von zwei Monaten nach der Kündigungserklärung eine Nachversicherungsbescheinigung bei der PKV einreicht (§ 205 Abs. 6 VVG).
Erhält eine privat krankenversicherte Person z. B. nach dem Ende eines Studiums oder nach Aufgabe der Selbständigkeit direkt Arbeitslosengeld II (Hartz IV), bleibt der private Krankenversicherungsschutz bestehen (§ 5 Abs. 5a SGB V). Bei Hilfebedürftigkeit im Sinne des SGB II oder SGB XII wird von dem zuständigen Sozialleistungsträger jedoch nur maximal der Beitrag zu einer Versicherung im Basistarif übernommen.
Personen, die – von Beschäftigungen vor oder während der beruflichen Ausbildung abgesehen – erstmals im Inland eine Beschäftigung aufnehmen, dadurch aber aufgrund eines die Versicherungspflichtgrenze überschreitenden Jahresentgelts versicherungsfrei sind, können sich als Berufsanfänger freiwillig in der GKV versichern (§ 9 Absatz 3 SGB V). Dadurch haben Angestellte und Arbeiter unabhängig von der Höhe ihres Einkommens mindestens einmal in ihrem Erwerbsleben die Chance auf eine GKV-Mitgliedschaft, selbst wenn sie zuvor PKV-versichert waren. Der Beitritt ist der gesetzlichen Krankenkasse in diesem Fall innerhalb von drei Monaten nach Aufnahme der Beschäftigung anzuzeigen.

### Kinder in der privaten Krankenversicherung
Abhängig vom Versicherungsstatus der Eltern, können Kinder privat versichert werden oder über die Familienversicherung in die GKV einbezogen sein.
Ist der Elternteil mit dem höheren Einkommen in der PKV versichert, die Eltern miteinander verheiratet und liegt sein Gesamteinkommen regelmäßig im Monat über einem Zwölftel der Jahresarbeitsentgeltgrenze sowie über dem Gesamteinkommen des Mitglieds, ist keine kostenlose Familienversicherung in der GKV möglich (§ 10 Abs. 3 SGB V). Es besteht dann eine Wahlmöglichkeit zwischen einer freiwilligen Versicherung in der GKV (§ 9 Abs. 1 Nr. 2 SGB V) und einer Versicherung in der PKV.
In der PKV ist für jedes Kind ein eigener Beitrag zu zahlen, da es dort keine kostenlose Mitversicherung von Familienangehörigen gibt. Beiträge für Kinder sind deutlich geringer als für Erwachsene. Privatversicherte Eltern müssen ihr Kind nicht zwangsläufig bei demselben Anbieter versichern wie sie selbst, weil manche Unternehmen Kinder auch alleine versichern. Wenn Eltern jedoch schon mindestens drei Monate bei ihrem Unternehmen versichert sind und das Kind spätestens zwei Monate nach der Geburt beim gleichen Unternehmen versichern, ist die Kindernachversicherung ohne die sonst übliche Gesundheitsprüfung möglich (§ 198 Abs. 1 VVG) – der Versicherer darf das Kind dann auch nicht ablehnen (Kontrahierungszwang), auch nicht bei schwerer Behinderung. Der Geburt eines Kindes steht die Adoption gleich, sofern das Kind zum Zeitpunkt der Adoption noch minderjährig ist, allerdings kann bei Adoption ein Risikozuschlag von bis zu 100 Prozent des Beitrags gefordert werden (§ 198 Abs. 2 VVG).
Für Kinder werden keine Alterungsrückstellungen gebildet. Da so auch keine Rückstellungen verloren gehen können, ist ein Wechsel des Anbieters einfacher als bei Erwachsenen.
Ein Beihilfeanspruch der Eltern erstreckt sich auch auf ein oder mehrere Kinder. Bei Angestellten und ihren Kindern wird der Gesamtbeitrag zur privaten Krankenversicherung gem. § 257 Abs. 2 SGB V vom Arbeitgeber bezuschusst. Der Arbeitgeber gewährt die Hälfte des Versicherungsbeitrags, jedoch nicht mehr als den maximalen Arbeitgeberanteil für einen gesetzlich versicherten Arbeitnehmer (2019: 351,66 Euro).
Die Mitversicherung von Kindern in der Pflegeversicherung ist entsprechend den Vorschriften über die Familienversicherung in der GKV geregelt (§ 25 SGB XI), d. h. hier fällt kein zusätzlicher Beitrag an.

### Ende des Vertrages
Eine private Krankenvollversicherung kann vom Versicherer nicht ordentlich gekündigt werden. Im Gegensatz zu anderen Versicherungsarten ist also keine Kündigung des Vertrages möglich, etwa weil die Person häufig krank ist und Leistungen in Anspruch nimmt – der Vertrag gilt lebenslang, sofern ihn der Kunde nicht selbst kündigt. Der Versicherer darf nur bei schwerer Pflichtverletzung des Kunden, etwa wenn dieser in den Gesundheitsfragen gelogen hat, den Vertrag beenden. Der Kunde hingegen kann jederzeit unter Einhaltung einer Kündigungsfrist kündigen, sofern er eine Folgeversicherung (GKV oder andere PKV) nachweist.
Private Zusatzversicherungen, die parallel zur Versicherung in der GKV bestehen (etwa Zahnzusatzversicherung), können unter Umständen vom Versicherer gekündigt werden.
Die Kündigungsfristen der privaten Krankenversicherungen erlauben eine Kündigung entweder zum Endes des Kalenderjahres oder zum Ende des Versicherungsjahres.

## Vertragsgestaltung und Tarifarten
Nach § 192 Abs. 1 VVG leistet die private Krankenversicherung im vereinbarten Umfang, d. h. tarifabhängig, für medizinisch notwendige Heilbehandlungen und sonstige vereinbarte Leistungen sowie für ambulante Vorsorgeuntersuchungen zur Früherkennung von Krankheiten nach gesetzlich eingeführten Programmen. PKV-Versicherte haben damit eine lebenslange, rechtlich gesicherte Garantie über den einmal abgeschlossenen Versicherungsschutz, sofern sie ihren Zahlungsverpflichtungen nachkommen.
Bei Bedarf kann der Versicherungsnehmer verschiedene Tarifbestandteile individuell kombinieren, und z. B. bei Modultarifen verschiedene ambulante, zahnärztliche und stationäre Tarife miteinander verbinden. Bei sogenannten Kompakttarifen sind ambulante, zahnärztliche und stationäre Leistungen als feste Versicherungsleistungen vereinbart. Einige Tarife beinhalten überdies eine Selbstbeteiligung, das heißt, die Versicherung tritt erst dann für die Kosten ein, wenn die jährlichen oder monatlichen Arzt- und Medikamentenkosten den Selbstbeteiligungsbetrag übersteigen. Ebenso sind leistungsartbezogene Selbstbeteiligungen (z. B. 10 Prozent der Medikamentenkosten oder 15 Prozent der Heilmittelkosten) möglich. Für bestimmte Leistungen können zudem Obergrenzen vereinbart sein (zum Beispiel Brillen bis höchstens 300 Euro oder orthopädische Schuhe bis zu 200 Euro). Dafür ist bei diesen Tarifen die Versicherungsprämie niedriger oder ein Teil der Beiträge wird zurückerstattet, wenn Leistungen nicht in Anspruch genommen wurden. Zusätzlich kann sich der Versicherungsnehmer zwischen offenen und geschlossenen Heilmittelkatalogen entscheiden. Manche Leistungen wie Kuren sind ausgeschlossen.
Bei vorübergehenden Zahlungsschwierigkeiten ist häufig eine Stundung durch die Versicherung möglich. Bei einer längeren Überforderung kommen ein Tarifwechsel, ein höherer Selbstbehalt oder das Streichen von verzichtbaren Leistungen infrage. Im Falle einer längeren Beitragssäumnis kann der Versicherer den Versicherten in den Notlagentarif umstufen sowie (wie jeder andere Gläubiger) die Schulden einklagen und Vollstreckungsmaßnahmen einleiten. Bei finanziell Hilfebedürftigen im Sinne des Sozialrechts wird der Beitrag im Basistarif auf die Hälfte reduziert, weitere Kosten werden ggf. durch den Sozialhilfeträger übernommen.

## Branchenweit einheitliche Tarife

### Basistarif
Die Höhe des Beitrags zum Basistarif ist gemäß § 152 Abs. 3 VAG auf den Höchstbeitrag der GKV begrenzt. Dieser ergibt sich aus der Multiplikation des allgemeinen Beitragssatzes mit der jeweils geltenden Beitragsbemessungsgrenze in der gesetzlichen Krankenversicherung, zuzüglich des durchschnittlichen Zusatzbeitrags gemäß § 242a Abs. 2 SGB V. Der Höchstbeitrag liegt 2022 bei 769,16 Euro (4.837,50 Euro × (14,6 % + 1,3 %)). Der individuelle Beitrag zum Basistarif kann aber je nach Versicherer niedriger ausfallen als der Höchstbeitrag. Kann ein Versicherter nachweisen, dass durch den zu zahlenden Krankenversicherungsbeitrag Hilfebedürftigkeit nach § 152 Abs. 4 VAG entsteht, wird der Beitrag halbiert. Bei Beziehern von Leistungen nach dem SGB II (Arbeitslosengeld II, Sozialgeld) oder dem SGB XII (Sozialhilfe) wird der Beitrag ebenfalls auf die Hälfte reduziert und von den Grundsicherungsträgern übernommen.

### Standard-Tarif
Der Standard-Tarif richtet sich an ältere Versicherte, die aus finanziellen Gründen einen besonders preiswerten Tarif benötigen. Einerseits können die im Alter häufig zunehmend höheren Beiträge der PKV von den Versicherten oft nicht mehr bezahlt werden, andererseits ist ein Wechsel in die GKV dann nicht mehr möglich. Deshalb ist der Standardtarif auch nur für bestimmte, vom Gesetzgeber definierte Personengruppen geöffnet. Der Beitrag darf nicht höher sein als der jeweils aktuelle Höchstsatz der gesetzlichen Krankenversicherung. Auch die Leistungen sind dann ähnlich der Leistungen in der GKV. Bei der Umstellung aus dem höherwertigen Tarif in den Standard-Tarif werden die Alterungsrückstellungen aus dem bisherigen Tarif übernommen. Je nach Dauer der bisherigen Versicherungszeit kann der Beitrag günstiger sein als der Höchstbeitrag der gesetzlichen Kasse.
Der Standard-Tarif steht folgenden Personen offen, sofern sie ihren Vertrag vor dem 1. Januar 2009 abgeschlossen haben und folgende Bedingungen erfüllen:
- ab vollendetem 65. Lebensjahr mit mindestens 10-jähriger Zeit der Vollversicherung in der PKV;
- ab vollendetem 55. Lebensjahr mit mindestens 10-jähriger Zeit der Vollversicherung in der PKV und einem Einkommen unter der aktuellen Versicherungspflichtgrenze;
- Personen, die aufgrund von Erwerbsunfähigkeit vorzeitig in Rente oder Pension gehen müssen. Ihr Einkommen muss unter der aktuellen Versicherungspflichtgrenze liegen und sie müssen bereits 10 Jahre in der PKV oder nach Beihilfetarifen versichert gewesen sein.

Die bis zum 31. Dezember 2008 von Personen ohne Versicherungsschutz abgeschlossenen Versicherungsverträge im Standardtarif wurden zum 1. Januar 2009 auf Verträge im Basistarif umgestellt (§ 315 Abs. 4 SGB V). Nur Versicherte, die sich bis zum 31. Dezember 2008 in Normaltarifen privat krankenversichert hatten, genießen Bestandsschutz und können auch künftig noch in den Standardtarif wechseln. Neukunden ist er nicht mehr zugänglich.
Anders als der Basistarif kann der Standardtarif nicht mit Zusatzversicherungen ergänzt werden.

### Notlagentarif
Mit Inkrafttreten des Gesetzes zur Beseitigung sozialer Überforderung bei Beitragsschulden in der Krankenversicherung zum 1. August 2013 wird für die private Krankenversicherung der Notlagentarif (auch Nichtzahlertarif) eingeführt (§ 153 Versicherungsaufsichtsgesetz (VAG)).
Säumige PKV-Versicherte werden seitdem nicht mehr in den vergleichsweise teuren Basistarif umgestuft, sondern mithilfe eines Mahnverfahrens in den Notlagentarif überführt (§ 193 Abs. 6 bis 10 VVG). Der reguläre Versicherungsvertrag ruht währenddessen. Der monatliche Beitrag beträgt zwischen 100 und 125 Euro. Ziel der niedrigen Prämie ist es, den Versicherten während der Versicherung im Notlagentarif den Abbau der aufgelaufenen Beitragsschulden zu ermöglichen. Sind alle Schulden getilgt, kehrt der Versicherte in seinen alten Tarif zurück.
Im Notlagentarif haben Versicherte Anspruch auf medizinische Leistungen bei Schmerzzuständen und akuten Erkrankungen. Schwangere und jüngere Mütter können Zusatzleistungen beanspruchen, Kinder und Jugendliche haben ein Recht auf die Vorsorgeuntersuchungen, Früherkennung und Impfungen. Altersrücklagen werden im Notlagentarif nicht gebildet. Gleichzeitig können die Betroffenen jedoch alle bisherigen Altersrückstellungen nutzen, um die Prämie im Notlagentarif um bis zu 25 Prozent zu senken.

## Beiträge
Die PKV erhebt, im Gegensatz zur gesetzlichen Krankenversicherung (GKV), einkommensunabhängige Versicherungsprämien.
Während die private Kranken-Vollversicherung und die private Pflegeversicherung nach Art der Lebensversicherung kalkuliert sein müssen, bei der eine Alterungsrückstellung gebildet wird (§ 146 VAG), besteht diese rechtliche Anforderung bei der Krankenzusatzversicherung nicht. Diese Tarife werden in Anlehnung an die Kalkulation in der Schaden- und Unfallversicherung kalkuliert (§ 194 VVG).

### Substitutive Krankenversicherung

#### Beitragskalkulation
Maßgeblich für die Berechnung der Versicherungsbeiträge in der substitutiven PKV ist das Äquivalenzprinzip. Im Gegensatz zur GKV, in der die Beiträge einkommensabhängig sind, gibt es in der PKV einen Zusammenhang zwischen Leistung und Gegenleistung. Dem Prinzip der Kapitaldeckung folgend werden Alterungsrückstellungen gebildet. Der Versicherte ist in der PKV selbst Vertragspartner des Heilberufsangehörigen, des Krankenhauses, von Apotheken oder Laboren. Es gilt grundsätzlich das Kostenerstattungsprinzip, das heißt, er erhält eine Rechnung für alle Leistungen, die er in Anspruch nimmt.
Die Beiträge der Versicherten in der PKV errechnen sich nach Alter, Gesundheitszustand und den gewünschten Versicherungsleistungen. Bis zum 21. Dezember 2012 war das Geschlecht ebenfalls eine Berechnungsgrundlage. Seitdem gelten Unisex-Tarife.
Der Anfangsbeitrag richtet sich nach folgenden Kriterien:
- Eintrittsalter der versicherten Person.
- Berufsgruppe – Zum Beispiel ist das Risiko für Angehörige des öffentlichen Dienstes geringer und der Beitrag entsprechend günstiger, manche Berufe erfordern durch höhere Risiken (gefährliche Berufe) höhere Beiträge.
- Tarifliche Leistungen – Höhere Leistungen (zum Beispiel Chefarzt-Behandlung) ergeben einen höheren Beitrag.
- Gesundheitszustand – Entsprechende Vorerkrankungen führen zu:
  - Risikozuschläge sind meist prozentuale Aufschläge auf den Normalbeitrag. Diese können unter Umständen – jedoch nur auf Antrag des Versicherungsnehmers – je nach Gesundheitszustand nach geraumer Zeit überprüft und gegebenenfalls reduziert werden.
  - Leistungsausschlüsse schließen die Behandlungskosten für die Diagnose einer bestimmten Vorerkrankung aus.
  - Ablehnung – private Krankenversicherer können im Gegensatz zur GKV einen Antragsteller aufgrund seines Gesundheitszustandes ganz ablehnen (eine Ausnahme ist die Nachversicherung eines Neugeborenen). Besteht für einen Elternteil seit mindestens drei Monaten eine Vollversicherung, muss das Neugeborene innerhalb von zwei Monaten ab dem 1. des Geburtsmonats unabhängig von seinem Gesundheitszustand ohne Risikozuschläge oder Leistungsausschlüsse vom Versicherer akzeptiert werden (Kontrahierungszwang). Dies gilt in ähnlicher Form auch bei Adoption; hier kann jedoch ein Risikozuschlag von bis zu 100 Prozent erhoben werden.

Die Kalkulation der Beiträge (Prämien) in der privaten Krankenversicherung ist in der Krankenversicherungsaufsichtsverordnung (KVAV) geregelt. Sie werden auf Grund der Kopfschadenprofile zum Zeitpunkt der Ermittlung der Beiträge durch die Barwert-Methode auf den heutigen Zeitpunkt diskontiert. Dadurch wird ein Durchschnittsbeitrag ermittelt, der bis zum Zeitpunkt der statistischen Lebenserwartung konstant ist unter der Voraussetzung, dass die der Berechnung zugrunde gelegten Annahmen tatsächlich eintreffen (Ceteris-paribus-Annahme). So bildet die private Krankenversicherung aus einem Teil des Beitrages Rückstellungen für die steigenden Gesundheitskosten im Alter. Es wird, abhängig vom Eintrittsalter, Gesundheitszustand und vereinbartem Leistungsumfang, der Beitrag für die gesamte Laufzeit (lebenslang) im Voraus berechnet. In den ersten Jahren der Mitgliedschaft einer privaten Krankenversicherung werden dadurch Beiträge gezahlt, die höher sind als die rein medizinischen und zur Aufrechterhaltung des Versicherungsbetriebes notwendigen Kosten. Diese werden als Alterungsrückstellungen in Form von Kapitalanlagen verzinst. Die über den Rechnungszins (§ 4 KVAV) von 3,5 Prozent erwirtschafteten Kapitalerträge werden als Überzins bezeichnet und müssen zu mindestens 90 Prozent dem Versicherungskollektiv gutgeschrieben werden.

#### Prämienänderungen
Durch die in der privaten Krankenversicherung gebildeten Rücklagen und die Überzinsen der Alterungsrückstellungen (s. o.) hat die private Krankenversicherung Einnahmen, die nicht aus Beiträgen resultieren. Sind die Annahmen über die zu bildenden Rückstellungen korrekt, bleiben die Beiträge stabil. Sind die Annahmen von den tatsächlich eingetretenen Kosten, Zinsen, Zu- und Abgängen im Versicherungskollektiv abgewichen, ergibt sich eine Beitragsveränderung. Eine Beitragserhöhung in der PKV löst ein Sonderkündigungsrecht aus, das allerdings seit 2009 durch die allgemeine Krankenversicherungspflicht eingeschränkt wird. Kann der Versicherte keine Folgeversicherung nachweisen, bleibt eine Kündigung wirkungslos. Folgende Faktoren sind nach § 155 VAG ausschlaggebend:
- allgemeine Kostensteigerung
- medizinischer Fortschritt, siehe Medikalisierungsthese
- erhöhte Kostenbelastung innerhalb eines Tarifes
- Veränderung der Zinsen und Kapitalmarkterträge
- gesetzliche Eingriffe in die Beitragskalkulation der privaten Krankenversicherung
- Veränderung der Abgangsordnung (Ausscheiden aus der Versichertengemeinschaft, durch Kündigung oder Tod)
- Veränderung der Stornoquote (Abwanderung)

Eine Unabhängige Expertenkommission im Auftrag der Bundesregierung kam 2007 zu dem Ergebnis, die Alterungsdeckungrückstellungen seien durch die in der Vergangenheit eingetretene steigende Lebenserwartung und Ausweitung der medizinischen Möglichkeiten tendenziell zu gering kalkuliert worden. Deshalb seien die Beiträge gestiegen.
Befragungen im Rahmen des Sozio-oekonomischen Panels des Deutschen Instituts für Wirtschaftsforschung (DIW) und der Zeitschrift Finanztest stellten voneinander unabhängig einen durchschnittlichen Anstieg der Beiträge für private Krankenversicherungen von inflationsbereinigt 3,8 % bis 4,0 % pro Jahr im Zeitraum von 1985 bis 2005 fest. Das DIW folgert in diesem Zusammenhang einen fast doppelt so starken Anstieg der Prämien der privaten Krankenversicherer im Vergleich zu den Beiträgen der gesetzlichen Kassen in diesem Zeitraum. Bei Betrachtung der absoluten Prämien haben diese sich laut FAZ zwischen 1985 und 2005 mehr als verdreifacht, wenngleich die durchschnittliche Prämie, die ein Kunde an seine private Versicherung überweise, immer noch deutlich unter dem Krankenversicherungsbeitrag vergleichbarer freiwillig Versicherter der gesetzlichen Krankenversicherung liege.
Laut einer Studie, die durch das Bundeswirtschaftsministerium in Auftrag gegeben und vom IGES-Institut erstellt wurde, stiegen die Leistungsausgaben je Versichertem bei der PKV zwischen 1997 und 2008 um 49 Prozent. Die Deutsche Aktuarvereinigung hält jedoch dagegen, dass die im Untersuchungszeitraum erfolgten Leistungskürzungen in der GKV, die Bundeszuschüsse an die GKV und die gesetzliche Erhöhung der Beiträge in der PKV um einen 10-prozentigen Vorsorgezuschlag in dieser Berechnung nicht berücksichtigt seien. Nähme man diese Effekte in den Vergleich auf, zeige sich eine nahezu vergleichbare jährliche Beitragssteigerung in PKV und GKV von rund 3 Prozent.

#### Alterungsrückstellungen
Jeder Beitrag in der privaten Krankenversicherung beinhaltet ferner die gesetzlich vorgeschriebenen Alterungsrückstellungen. Diese sollen höheren Beiträgen im Alter entgegenwirken. Darüber hinaus kann häufig ein zusätzlicher freiwilliger Beitrag zur Beitragsentlastung im Alter entrichtet werden (letzterer ist für viele Versicherte, da im Fall einer Kündigung diese Beiträge zurzeit nicht zurückgefordert werden können, nicht attraktiv). Eine Faustregel besagt, man solle soviel ansparen, dass davon zwei Drittel der Beiträge 25 Jahre lang im Alter finanziert werden können. Ansonsten kann eine Leistungsreduzierung oder eine Erhöhung der Selbstbeteiligung ins Auge gefasst werden. Die Selbstbeteiligung später wieder zu senken ist in manchen Gesellschaften schwierig.
Die Altersrückstellungen haben 2017 einen Wert von 247,21 Milliarden Euro erreicht, in der Krankenversicherung 212,72 Milliarden Euro, in der Pflegeversicherung 34,48 Milliarden Euro. Die PKV selbst sieht Alterungsrückstellungen nach dem Prinzip der Kapitaldeckung als Wesensmerkmal von Generationengerechtigkeit, weil jede Generation selbst für die steigenden Gesundheitsausgaben der Zukunft vorsorge und auch als Antwort auf das „Demografieproblem“ der umlagefinanzierten GKV.
Nach § 204 VVG haben Versicherte die Möglichkeit, bei einem Tarifwechsel beim gleichen Versicherer die Alterungsrückstellungen vollständig anrechnen zu lassen. Bei einer Kündigung des Vertrags und dem Wechsel zu einem anderen Versicherer kann die Alterungsrückstellung teilweise übertragen werden. Übertragbar sind nur die Anteile aus Vertragsbestandteilen, die den Leistungen im Basistarif entsprechen.

#### Beitragsrückerstattung
Als Beitragsrückerstattung wird die teilweise Erstattung bereits gezahlter Monatsbeiträge zur Krankenvoll- und Zusatzversicherung verstanden. Sie wird gewährt, wenn der Versicherte, je nach Versicherungsanbieter unterschiedlich, einen gewissen Zeitraum keine Leistungen in Anspruch genommen hat.
Es gibt derzeit drei unterschiedliche Systeme:
- Erfolgsabhängige Beitragsrückerstattung – Diese ist eine freiwillige Leistung und wird, je nach Geschäftserfolg des Versicherers, jährlich in der Höhe (bis zu sechs Monatsbeiträge) neu festgelegt.

- Pauschalleistung – Neben der konventionellen Rückerstattung bieten vereinzelte Versicherer bei Leistungsfreiheit des Kunden in aktuellen Verträgen eine vertraglich garantierte Pauschalleistung. Sie steigert sich, je nach Dauer der Leistungsfreiheit, bei einigen Versicherern bis auf sechs Monatsbeiträge und wird im Gegensatz zur herkömmlichen Beitragsrückerstattung unabhängig vom Geschäftserfolg des Versicherers gezahlt.

- Leistungsfreiheitsrabatt – Ähnlich dem Schadenfreiheitsrabatt der Kfz-Versicherung bieten vereinzelte Versicherer nun auch im Krankenvoll- und Zusatzbereich einen jährlich steigenden Rabatt, sofern keine Leistungen in Anspruch genommen werden. Dies kann bis zu einem Rabatt von bis zu 50 Prozent des regulären Beitrages führen. Anzumerken ist dabei, dass dieser Rabatt, nach Leistungsbezug z. B. in einem Jahr, wie in der Kfz-Versicherung auch, nur langsam (jeweils 10 Prozentpunkte) reduziert wird. Hierbei handelt es sich ebenfalls um eine vertraglich garantierte Leistung des Versicherers (siehe auch Leistungsfreiheitsrabatt).

Hinsichtlich der Regelungen zur Beitragsrückerstattung unterscheiden sich die Versicherungsgesellschaften und deren Tarife wesentlich. Während manche Gesellschaften der Beitragsrückerstattung den gesamten Monatsbeitrag zu Grunde legen, legen andere nur den Tarifanteil für die ambulante und die zahnmedizinische Behandlung zu Grunde, so dass der Versicherte keine Beitragsrückerstattung auf den Tarifanteil für die stationäre Behandlung erhält.
Die Beitragsrückerstattung kann durchgeführt werden, um Gewinne zu vermeiden. Einige PKV sind Versicherungsvereine auf Gegenseitigkeit (VVaG). Hier können Beiträge durch die gesetzliche Gewinnbeteiligung – das ist die einzige Art, wie ein VVaG Überschüsse ausschütten darf – reduziert werden.

### Nicht-substitutive Krankenversicherung
Die regulatorischen Anforderungen bei Tarifen nach Art der Schadenversicherung sind geringer, insbesondere gilt die KVAV nicht unmittelbar. Vielmehr verweist § 194 VVG auf die allgemeinen Vorschriften für die Schadenversicherung (§§ 74 ff. VVG).
Auch die nicht-substitutive Krankenversicherung unterliegt allerdings seit 21. Dezember 2012 für alle neu aufgelegten Tarife in Folge des Unisex-Urteils des Europäischen Gerichtshofs dem Gebot der geschlechtsunabhängigen Kalkulation. Es werden jedoch im Unterschied zur substitutiven Krankenversicherung in der Regel keine Alterungsrückstellungen gebildet.
Die Deutsche Aktuarvereinigung hat einen Fachgrundsatz zur Prämien-Erst- sowie der Prämien-Nachkalkulation von Krankenversicherungstarifen nach Art der Schadenversicherung entwickelt.

### Steuerliche Auswirkungen
Wie bei der gesetzlichen Krankenversicherung, können auch in der PKV – sofern eine Vollversicherung besteht – die Beiträge teilweise von der Einkommensteuer abgesetzt werden. Jedoch kann nur ein bestimmter Anteil des Beitrages abgesetzt werden, nämlich der, welcher dem Grundschutz in der GKV entspricht. Dieser Anteil wird vom Versicherer berechnet und kann dann bei Finanzamt und Arbeitgeber (für die Lohnsteuer) angegeben werden; er entspricht in der Regel ca. 75–80 Prozent des Gesamtbeitrages. Beiträge für Zusatzversicherungen sind in der Regel nicht absetzbar.

## Vertragstypische Leistungen
Versicherungsfall in der PKV ist die medizinisch notwendige Heilbehandlung einer versicherten Person wegen Krankheit oder Unfallfolgen (§ 192 VVG). Er beginnt mit der Heilbehandlung.

### Behandlungskosten
Über die Behandlungskosten erhält der Versicherte eine Rechnung direkt vom behandelnden Krankenhaus, Arzt oder durch eine vom Arzt beauftragte Verrechnungsstelle. Die Rechnung reicht er anschließend, genauso wie Rezepte und Rechnungen für Medikamente, bei seiner Versicherung ein und erhält nach einer Prüfung eine Kostenerstattung in tariflich vereinbarter Höhe.
Die Abrechnung über eine Verrechnungsstelle ist aufgrund des Gebots der ärztlichen Schweigepflicht nur mit Zustimmung des Patienten zulässig.
Einem Urteil des Bundesgerichtshofs zufolge dürfen Ärzte und Zahnärzte bei durchschnittlich schwierigen und/oder durchschnittlich zeitaufwändigen Leistungen den „Regelhöchstsatz“, also den durchschnittlichen Steigerungssatz (Faktor 2,3) der Gebührenordnung für Ärzte (GOÄ) bzw. Gebührenordnung für Zahnärzte (GOZ) liquidieren. Mit der Novellierung der GOZ zum 1. Januar 2012 wurde dies auch in dieser Verordnung klargestellt. Eine Abweichung des Multiplikators nach oben muss begründet werden. Wird der 3,5-fache Satz überschritten, ist dafür vor Beginn der Behandlung eine schriftliche Vereinbarung mit dem Patienten notwendig. Die Erstattungshöhe der PKV kann jedoch durch die Regelungen des Versicherungstarifs auf einen bestimmten Multiplikator (meist 3,5-fach) begrenzt sein.

### Abrechnung
Grundlage der ärztlichen Behandlung ist der Behandlungsvertrag zwischen Patient und Arzt. Deshalb erhalten Privatversicherte nach der Behandlung eine Rechnung, die sie nach Prüfung (analog zu anderen Versicherungsfällen) zur Erstattung an ihre Krankenversicherung weiterreichen können. In Deutschland ist es meist unüblich, nach der Behandlung bei einem Humanmediziner sofort zu zahlen, zum Beispiel in bar. Dies steht im Gegensatz zur Praxis der deutschen Veterinärärzte und der Humanmediziner in einigen anderen Ländern. Zum Beispiel kann der Patient in den Niederlanden auf eigenen Wunsch oftmals auch direkt per Bankkarte bezahlen.
Privat Versicherte überprüfen selbst ihre Arzt- oder Laborrechnung, reichen Erstattungsanträge bei der PKV ein und überprüfen die erfolgte Erstattung oder Teilerstattung und überweisen den Rechnungsbetrag. Der Verband der Privaten Krankenversicherung stellt Patienten ein Prüfprogramm zur Verfügung, mit dem sie Arztrechnungen prüfen können. Bei einem Patienten, der betreut wird, liegen diese Aufgaben im Rahmen der Pflichten des Betreuers. Ist ein Patient bzw. sein Betreuer mit einer Teilerstattung oder Nichterstattung nicht einverstanden, kann er nach Rücksprache mit der privaten Krankenversicherung und ggf. Widerspruch einlegen. Ein Patient kann auch dann zur Zahlung verpflichtet sein, wenn die Krankenversicherung (oder ein anderer Kostenerstatter) nicht zur Erstattung bereit ist – insbesondere auch dann, wenn es sich um tarifbedingt von der Erstattung ausgeschlossene Analogleistungen handelt.
Bei Krankenhausaufenthalten rechnet die Klinik in der Regel die Kosten direkt mit der PKV ab, wenn der Patient dem Krankenhaus eine unterschriebene Krankenversicherungskarte (Klinik-Card) vorlegt, mit der er die Ansprüche gegenüber der PKV an das behandelnde Krankenhaus abtritt. Der Patient erhält in diesem Fall allenfalls eine Kopie der Rechnung zur Kenntnisnahme.
Welche Kosten im Einzelfall erstattungsfähig sind, richtet sich bei ambulanter sowie bei stationärer Behandlung jeweils nach dem vereinbarten Tarif.

### Auskunftsanspruch des privat Versicherten
Übersteigen die Kosten einer Behandlung voraussichtlich 2.000 Euro, haben Privatversicherte nach § 192 VVG Anspruch darauf, vor Beginn von ihrer Versicherung verbindlich Auskunft darüber zu erhalten, welche Leistungen die Versicherung übernimmt. Bei Beihilfeberechtigten gilt der Auskunftsanspruch bereits ab erwarteten Kosten von 1.000 Euro. In dringenden Fällen muss die Versicherung die Auskunft innerhalb von zwei Wochen erteilen, sonst in vier Wochen. Wird die Frist versäumt, darf der Versicherte davon ausgehen, dass die Behandlung medizinisch notwendig war und damit erstattet wird. Verweigert ein Kostenerstatter seine Zusage, muss der Versicherte die Kosten bei ordnungsgemäßer Rechnung selbst übernehmen.
Der Versicherer ist außerdem verpflichtet, auf Verlangen des Versicherungsnehmers Auskunft über und Einsicht in Gutachten oder Stellungnahmen zu geben, die er bei der Prüfung seiner Leistungspflicht über die Notwendigkeit einer medizinischen Behandlung eingeholt hat (§ 202 VVG).
Gegenüber Ärzten haben Versicherte bzw. mit der Einsichtnahme beauftragte Personen das Recht auf Einsicht in Behandlungsunterlagen (Befund, OP-Bericht, Arztbrief, Röntgenaufnahme etc.). Ausnahmen bestehen nur, wenn erhebliche therapeutische Gründe, wie etwa eine psychische Erkrankung, dem entgegenstehen oder wenn Rechte Dritter verletzt werden könnten.

## Ausgabenstruktur in der PKV
Die Gesundheitsausgaben der PKV beliefen sich im Jahr 2017 auf insgesamt 31,590 Milliarden Euro (8,6 % aller Gesundheitsausgaben in Deutschland in Höhe von 368,597 Milliarden Euro). Sie verteilten sich wie folgt:
| Einrichtungen              | PKV-Ausgaben in Mrd. Euro | PKV-Anteil in Prozent |
| -------------------------- | ------------------------- | --------------------- |
| Krankenhäuser              | 8,937                     | 28,29 %               |
| Arztpraxen                 | 6,524                     | 20,65 %               |
| Verwaltung inkl. Marketing | 3,686                     | 11,67 %               |
| Apotheken                  | 3,525                     | 11,16 %               |
| Zahnarztpraxen             | 4,346                     | 13,76 %               |
| Sonstige med. Praxen       | 1,414                     | 4,47 %                |
| Sonstige Ausgaben          | 3,158                     | 10,00 %               |
| Gesamtausgaben             | 31,590                    | 100,00 %              |

Quelle: Statistisches Bundesamt

## Kritik
Die private Krankenversicherung wird immer wieder als Beispiel für eine Zwei-Klassen-Medizin genannt. Viele Bürger wünschen sich eine Möglichkeit zum Wechsel zwischen gesetzlicher und privater Krankenversicherung unabhängig vom Einkommen. Zudem gehen Experten davon aus, dass die Beiträge deutlich sinken könnten, wenn alle Bürger in die gesetzliche Krankenversicherung einzahlen würden. Dies lehnt unter anderem die Bundesärztekammer nach wie vor ab.
In einer 2020 veröffentlichten Studie im Auftrag der Bertelsmann Stiftung wurde das zweigliedrige System aus privaten (PKV) und gesetzlichen (GKV) Krankenkassen untersucht. Laut der Studie wandern die finanziell leistungsstarken Versicherten in die PKV ab. So lägen die jährlichen Einnahmen eines PKV-Mitglieds bei im Schnitt ca. 38.000 Euro im Vergleich zu durchschnittlich ca. 24.000 Euro bei einem GKV-Mitglied. Wären alle PKV-Versicherten gesetzlich versichert, würde dies zwar zu Mehrausgaben für die GKV führen, diese würden aber durch die Mehreinnahmen übertroffen. Mit diesem Einnahmenüberschuss ließe sich eine Senkung des Beitragssatzes von 0,2 bis 0,3 Prozentpunkten für alle Versicherten finanzieren bei gleichzeitigem Beibehalten der höheren Honare für Ärzte bei Privatpatienten. Auf den Beitragszahler heruntergerechnet bedeute das: Ein durchschnittliches GKV-Mitglied zahle jährlich 48 Euro dafür, dass Gutverdiener, Beamte und Selbstständige sich dem Solidarausgleich entziehen.